# Ensó

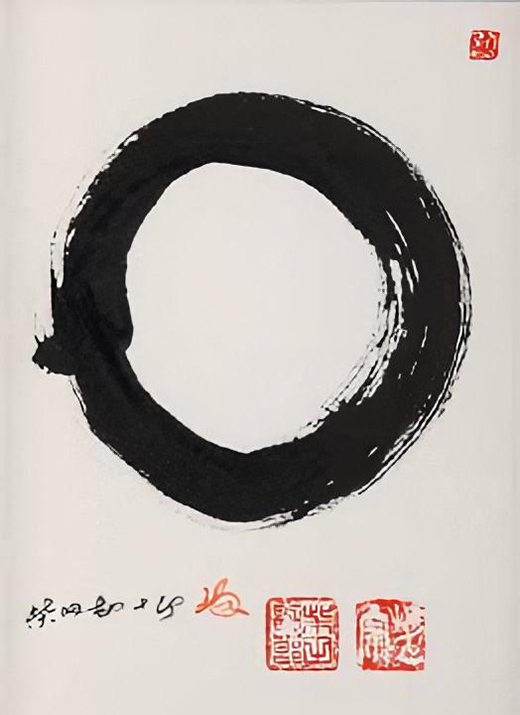
Ensó (c. 2000) od Kandžúró Šibata XX. Někteří umělci kreslí ensó jako ne úplně uzavřený kruh, zatímco jiní ho kreslí uzavřený.

Ensó (japonsky 円相; v češtině kruh) je symbolem absolutního osvícení, síly, elegance, vesmíru a prázdnoty. Je charakterizován minimalismem vycházející z japonské estetiky.